# Joseph von Arneth
Joseph Calasanza Ritter von Arneth (Leopoldschlag, 1791 — Karlsbad, 1863) foi um numismata e arqueólogo austríaco, pai do historiador Alfred von Arneth.
Tornou-se curador do Gabinete de Moedas e Antigüidades de Viena e diretor dessa instituição no ano 1840, sendo responsável por uma importante contribuição no departamento numismático. 

## Obras
- Synopsis Numorum Grœcorum (1837)
- Synopsis Numorum Romanorum (1842)
- Das k. k. Münz- und Antikenkabinett (1845)
- Die antiken Kameen des k. k. Munz- und Antikenkabinetts (1849)
- Die Cinque-Cento-Kameen und Arbeiten des Benvenuto Cellini und seiner Zeitgenossen (1858)